# 12. Ministerkonferenz der Welthandelsorganisation

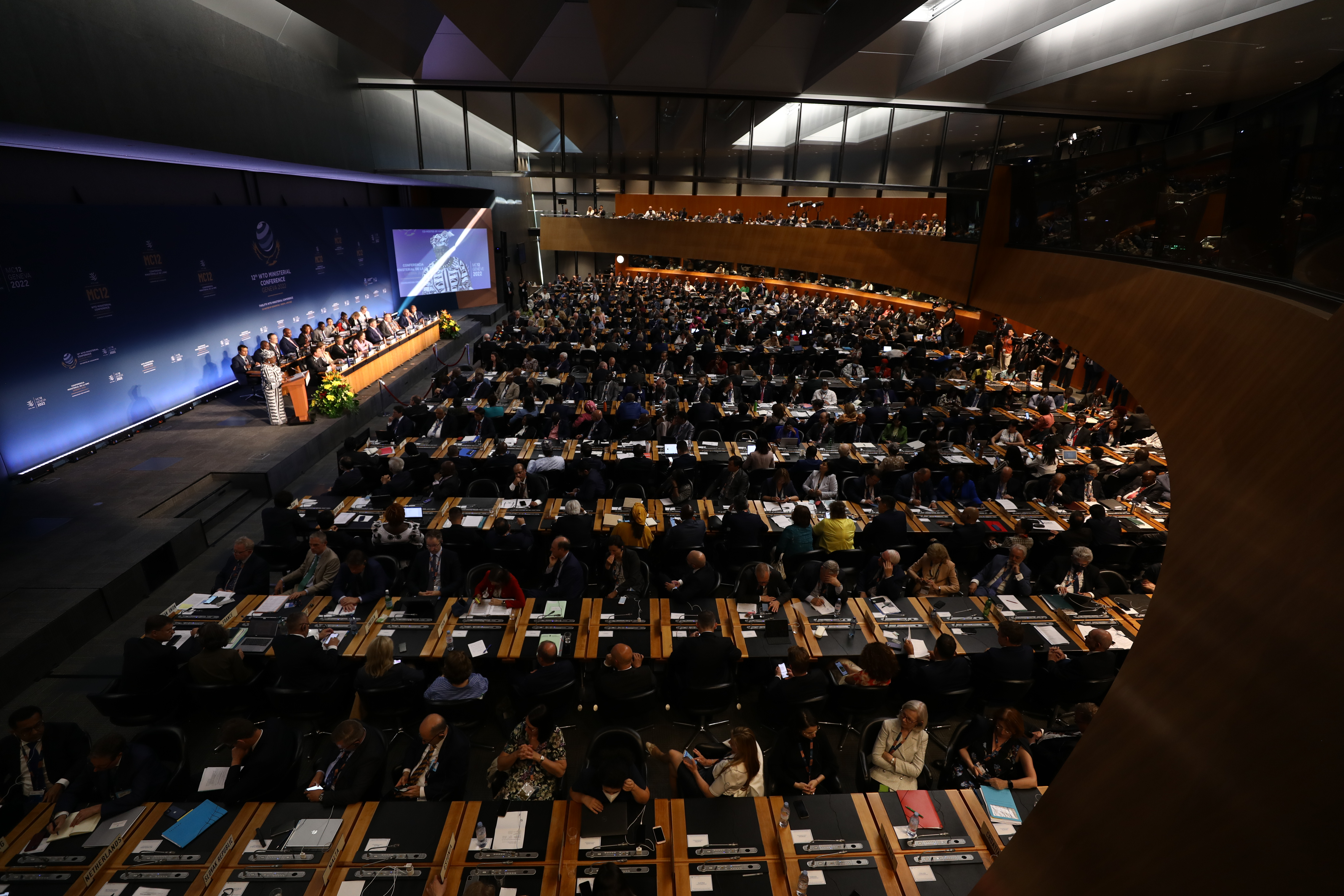
Bild vom ersten Tag der Ministerkonferenz

Die 12. Ministerkonferenz der Welthandelsorganisation fand vom 12. bis zum 17. Juni 2022 in den Gebäuden der Welthandelsorganisation (WTO) in Genf statt.
Die Konferenz wurde von Kasachstan als Co-Host ausgerichtet. Den Vorsitz hatte Timur Suleimenov. Sie wird auch abgekürzt als MC12, was für 12th Ministerial Conference steht.

## Vorfeld
Indien und Südafrika forderten die Freigabe der Patente für Impfstoffe im Vorfeld der Konferenz. Auch wurden im Vorfeld Fischereisubventionen diskutiert, die die WTO mit einem neuen Abkommen in den Griff bringen möchte.
Es wurde erwartet, dass die Ernährungssicherheit, auch aufgrund des Ukraine-Krieges, von der WTO diskutiert wird. So hatte das World Food Programme (WFP) einen Vorschlag eingereicht, der das Programm von Ausfuhrbeschränkungen ausnehmen würde.
Ein Dauerthema, die Besetzung der Posten des WTO Appellate Body, wurde im Vorfeld als weiteres dringendes Thema für die Konferenz benannt. Der Europäische Rat sah in der strukturellen Reform der internationalen Organisation eine Priorität.
Teilweise wurde von Experten gemahnt, dass ohne gewisse Erfolge die Welthandelsorganisation in der Bedeutungslosigkeit versinken würde.

## Konferenz

### Verschiebung
Ursprünglich sollte die 12. Ministerkonferenz der WTO im Juni 2020 in Kasachstan stattfinden. Sie wurde wegen der COVID-19-Pandemie allerdings mehrmals verschoben. Zuerst war sie für Ende 2021 geplant, bevor sie nach einer weiteren Verschiebung auf den Termin im Juni 2022 gelegt wurde.

### Konferenz in Genf
Etwa fünf Jahre nach der letzten Konferenz begann am 12. Juni 2022 die Konferenz in Genf am Sitz der Welthandelsorganisation, dem Centre William Rappard. Mitgastgeber war Kasachstan, was die ursprüngliche Konferenz ausrichten sollte. Den Vorsitz der Konferenz hatte der kasachische Diplomat Timur Suleimenov. Am 13. und 14. Juni fanden thematische Verhandlungsrunden mit anschließenden Treffen von den Chefs der Delegationen statt.
Der Erfolg der Konferenz drohte nach Angaben zu scheitern und wurde um einen Verhandlungstag verlängert. So hat unter anderem Indien moniert, dass reiche Staaten ihre eigenen Subventionen aus dem Anwendungsbereich der Verträge hinaushalten wollen, und verlangte Übergangsfristen der Fischereiabkommen.
Nach langen Verhandlungen konnten dann allerdings gewisse Abschlüsse verhandelt werden, bevor die Konferenz am 17. Juni endete. Die Generalsekretärin der WTO, Ngozi Okonjo-Iweala, wertete die Konferenz so, dass die WTO in der Lage sei, den aktuellen Herausforderungen zu begegnen. Auch die Europäische Union wertet die Ergebnisse als Erfolg.

### Name
Der volle englische Name ist 12th Ministerial Conference, was auch als MC12 abgekürzt wird.

## Entscheidungen

### Fischereiabkommen
Die WTO-Ministerkonferenz beschloss ein neues Abkommen über das Verbot gewisser Fischereisubventionen. Der Beschluss eines neuen Abkommens nach dem von 2013 gilt als großer Erfolg, weil darüber ihre 164 Mitglieder im Konsens entschieden nach Verhandlungen seit 2001.
Einige Fragen konnten allerdings nicht abschließend geklärt werden, weshalb die deutsche Delegation nur vom Abschluss eines Teilabkommens spricht. Entwicklungsländer haben zwei Jahre Übergangszeit.

### Entscheidungen zu Impfstoffpatenten und Pandemien
Die WTO entschied, die geistigen Rechte an den Impfstoffen für kurze Zeit auszusetzen. Kurze Zeit heißt dabei, dass Länder den Patentschutz bis zum Jahre 2027 aussetzen können. Allerdings soll dies nicht für alle Länder gelten, sondern nur für die, die „eligible“ seien. Dies werden wohl gewisse Entwicklungsländer sein, China, welches aufgrund seines Beitrittprotokolls als solches gilt, gehört aber wohl nicht dazu.
Diese Entscheidung wurde kritisiert, so habe die EU insbesondere die Aufhebung der Eigentumsrechte, einen sogenannten TRIPS Waiver, verhindert. Die aktuelle Vereinbarung wird als unzureichend für die Bedürfnisse von ärmeren Ländern kritisiert.
Neben den Entscheidungen zu den konkreten Patenten hat die WTO auch eine generelle Erklärung zum Umgang mit Pandemien beschlossen. Eine Entscheidung über Arzneien soll später, in etwa 6 Monaten, getroffen werden.

### Reform der WTO – Appellate Body
Die Ministerkonferenz beschloss einen Arbeitsprozess, wonach innerhalb von zwei Jahren der zurzeit blockierte Appellate Body wieder funktionieren soll. Die deutsche Delegation befürwortet diese Reform, sie sieht dies als den Anfang zu einer vollständigen Reform der Welthandelsorganisation.
Die Reform soll dabei nicht nur den Appellate Body behandeln, sondern auch die Benachrichtigungspflichten, die einige Staaten nicht mehr zuverlässig erfüllen würden.

### Welternährung
Um die Ernährungssicherheit zu gewährleisten, wurde beschlossen, dass Einkäufe des Welternährungsprogramms nicht von Ausfuhrbeschränkungen umfasst werden sollen. Kritisiert wird aber, dass dies nicht zum Schutz der Versorgung der eigenen Bevölkerung gelte. Es wird aber angemerkt, dass eine solche Ausnahme bereits seit 1948 besteht und nun nur bekräftigt wurde.
Sie erließen auch eine Erklärung, wonach sie sich zur Erhaltung der Ernährungssicherheit bekennen.

### Elektronischer Datenverkehr
Ein Moratorium, wonach gewisse Zölle nicht auf elektronischen Datenverkehr erhoben werden sollten, drohte auszulaufen, wurde aber bis 31. März 2024 verlängert.

### Weitere Entscheidungen
Die Ministerkonferenz beschloss zu dem mehrere Entscheidungen, so zum Work Programme on Small Economies und eine Erklärung unter dem SPS Agreement und eine unter dem TRIPS.

## Nachwirkungen
Die nun abgeschlossenen Verträge müssen von den Staaten noch ratifiziert werden. Jedoch werden die Beschlüsse als richtungsweisend gesehen und als Beweis, dass die WTO zur Lösung von Problemen noch beitragen kann.
Kritisiert wird, dass diese Entscheidungen erst Jahre nach Auftritt der Probleme getroffen wurden und zudem – beispielsweise bei den Impfstoffpatenten – nicht weitreichend genug seien.